# 高森町立色見小学校

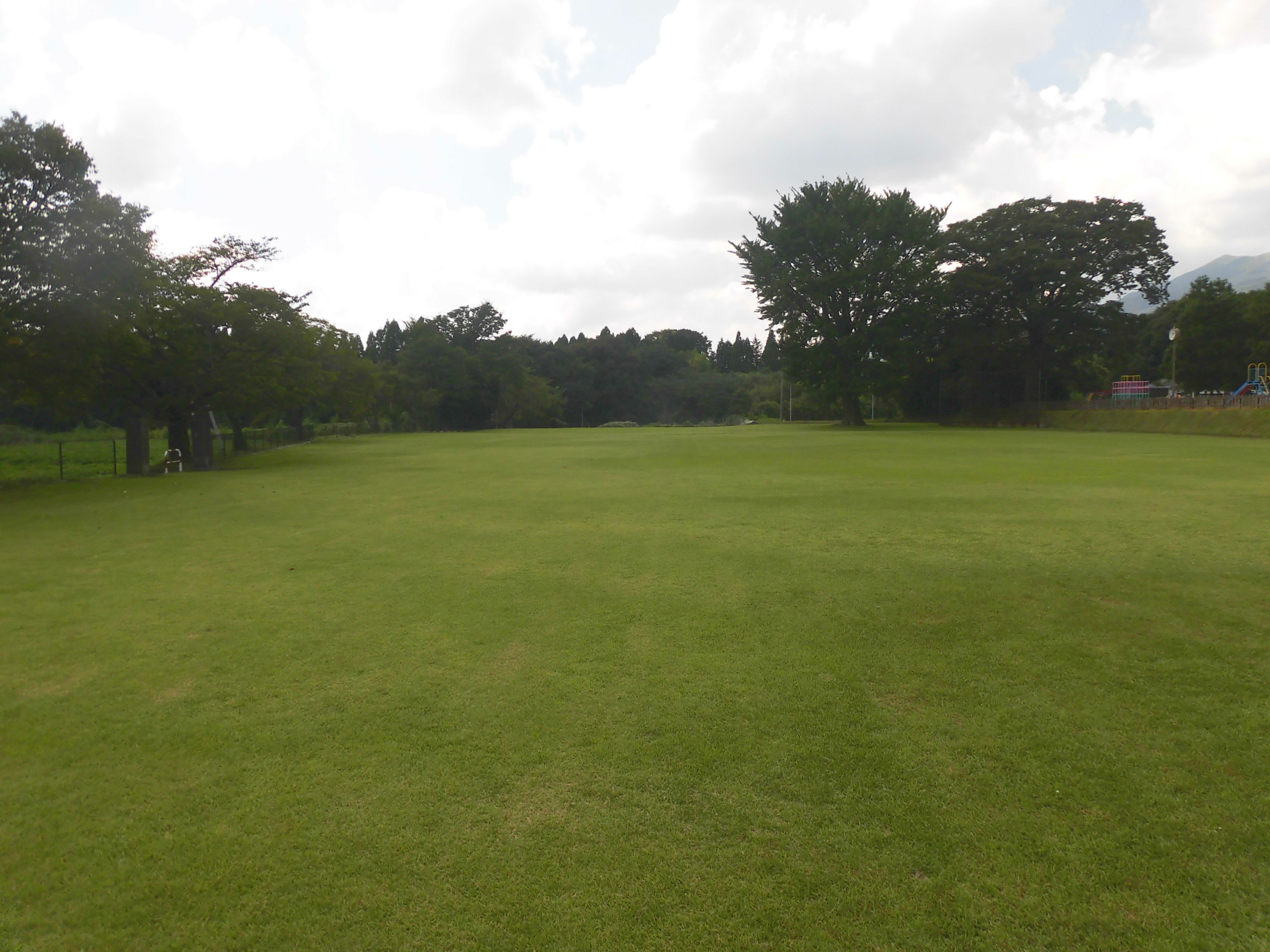
運動場

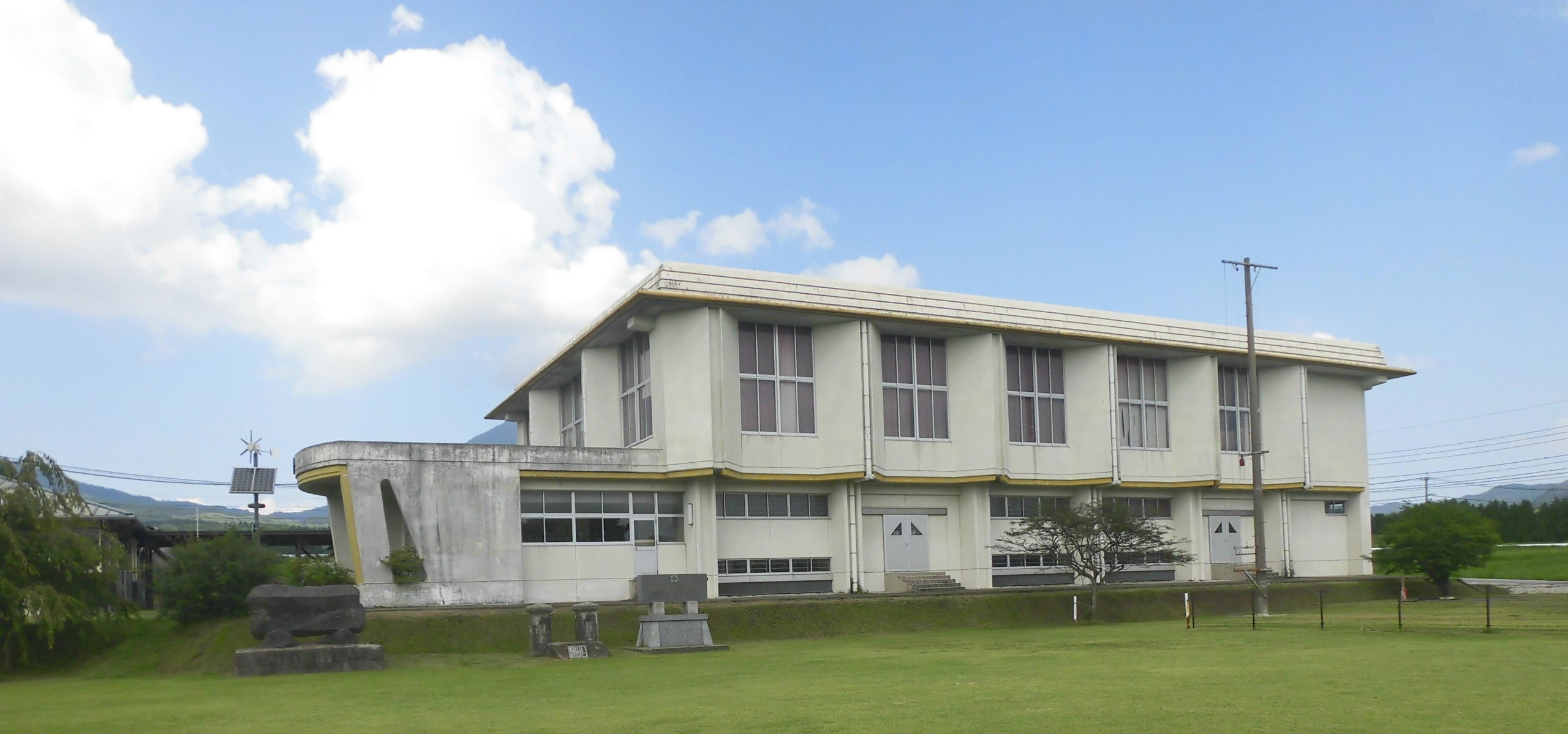
体育館

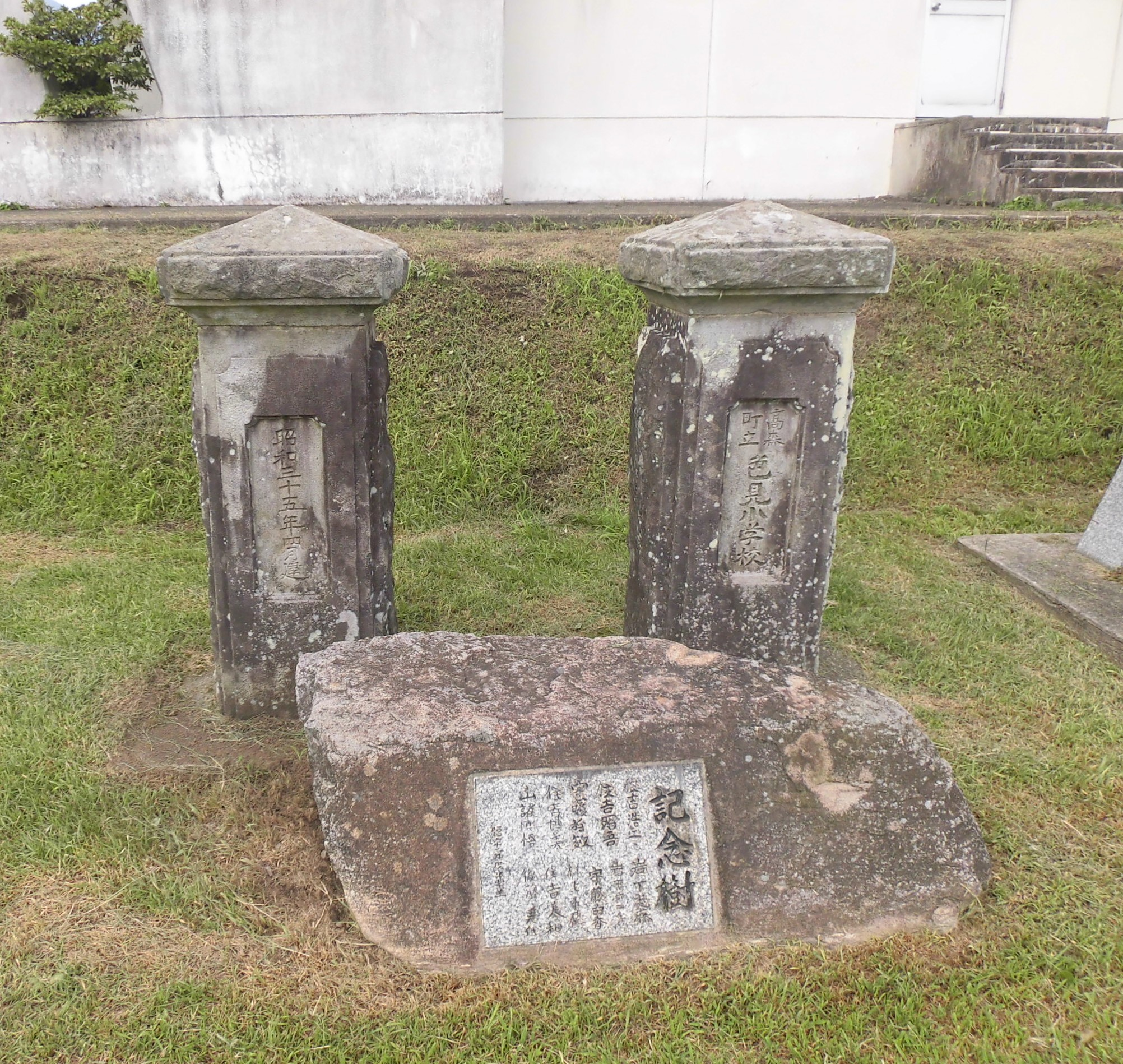
門柱

高森町立色見小学校（たかもりちょうりつ しきみしょうがっこう）は、かつて熊本県阿蘇郡高森町大字色見にあった公立の小学校。
2003年（平成15年）3月末をもって閉校し、高森町立高森中央小学校に統合された。

## 概要
歴史
1886年（明治19年）創立。2003年（平成15年）3月に統合により閉校。117年の歴史に幕を下ろした。
校章
校歌
1966年（昭和41年）に創立80周年を記念して制定された。

## 沿革
- 1886年（明治19年）2月 - 「尋常色見小学校」が創立。
- 1889年（明治22年）4月1日 - 町村制施行により、阿蘇郡2村（色見・上色見）が合併し、「色見村」が発足。
- 1892年（明治25年）- 「色見尋常小学校」に改称。
- 1902年（明治35年）2月 - 中園に校舎を建設の上、移転を完了。
- 1908年（明治41年）4月 - 改正小学校令により、尋常科（義務教育年限）が4年制から6年制に改められる。尋常科5年を新設。
- 1909年（明治42年）4月 - 尋常科6年を新設。
- 1911年（明治44年）5月 - 校舎を増築。
- 1922年（大正11年）2月 - 農業補習学校を併置。
- 1926年（大正15年） - 高等科を併置の上、「色見尋常高等小学校」と改称。
- 1941年（昭和16年）4月1日 - 国民学校令施行により、「色見村色見国民学校」と改称。尋常科を初等科に改める。
- 1947年（昭和22年）4月1日 - 学制改革により、新制小学校「色見村立色見小学校」に改組・改称。
- 1948年（昭和23年）4月 - 父母と教師の会を結成。
- 1949年（昭和24年）8月 - 1教室を増築。
- 1953年（昭和28年）6月 - プールが完成。
- 1954年（昭和29年）9月 - ミルク給食を開始。
- 1955年（昭和30年）4月1日 - 「高森町立色見小学校」（最終名）と改称。
- 1959年（昭和34年）
  - 4月 - 新校舎が完成。
  - 8月 - 講堂が完成。
- 1962年（昭和37年）8月 - 完全給食を開始。
- 1966年（昭和41年）2月 - 創立80周年を記念して校歌を制定。
- 1971年（昭和46年）- 校旗を制定。
- 2003年（平成15年）
  - 3月31日 - 統合により閉校。
  - 4月1日 - 高森町内の小学校3校（高森・色見・上色見）の統合により、「高森町立高森中央小学校」が新設される。

## 交通アクセス
最寄りのバス停留所
- 九州産交バス「色見保育園入口」停留所

最寄りの幹線道路
- 国道265号

## 周辺
- 高森町立色見保育園